# 南海尾孢虫
南海尾孢虫（学名：Henneguya nanhaiensis）为尾孢科尾孢虫属的动物。在中国，分布于广东等，营寄生生活，寄生在乌鳢的体表和肾。